# ناهمزمان سراسری به صورت محلی همزمان
جهانی ناهمزمان محلی همزمان ( GALS )، در الکترونیک ، معماری برای طراحی مدارهای الکترونیکی است که به مشکل انتقال داده ایمن و قابل اعتماد بین دامنه های ساعت مستقل می پردازد. GALS مدلی از محاسبات است که در دهه 1980 پدیدار شد. این اجازه می دهد تا سیستم های کامپیوتری متشکل از چندین جزیره همزمان (با استفاده از برنامه نویسی همزمان برای هر جزیره) طراحی شود که با جزایر دیگر با استفاده از ارتباطات ناهمزمان تعامل دارند، به عنوان مثال با FIFO ها .

## جز‌ئیات
مدار GALS شامل مجموعه ای از ماژول های همزمان محلی است که از طریق پوشش های ناهمزمان با یکدیگر ارتباط برقرار می کنند. هر زیر سیستم همزمان ("دامنه ساعت") می تواند بر روی ساعت (فرکانس) مستقل خود اجرا شود. مزایا شامل تداخل الکترومغناطیسی بسیار کمتر (EMI) است. مدار CMOS (دریچه های منطقی) هنگام تغییر حالت از 0 به 1 به جریان تغذیه نسبتا زیادی نیاز دارد. این تغییرات برای مدار سنکرون جمع می شوند زیرا اکثر تغییرات توسط یک لبه ساعت فعال مقداردهی اولیه می شوند. بنابراین، جهش های بزرگ در جریان منبع در لبه های ساعت فعال رخ می دهد. این میخ‌ها می‌توانند باعث تداخل الکترومغناطیسی بزرگ شوند و ممکن است منجر به اختلال در عملکرد مدار شوند. به منظور محدود کردن این سنبله ها از تعداد زیادی خازن جداکننده استفاده می شود. راه حل دیگر استفاده از سبک طراحی GALS است، یعنی طراحی (محلی) همزمان است (بنابراین طراحی آن راحت تر از مدار ناهمزمان است) اما در سطح جهانی ناهمزمان است، یعنی رژیم های سیگنال ساعت متفاوتی (مثلاً تغییر فاز، بالا رفتن و پایین رفتن لبه فعال) وجود دارد. سنبله های جریان عرضه به طور همزمان جمع نمی شوند. در نتیجه، سبک طراحی GALS اغلب در سیستم روی تراشه (SoC) استفاده می شود.  به ویژه در معماری های شبکه روی تراشه (NoC) برای SoC ها استفاده می شود. 
برخی از مدارهای GALS بزرگتر حاوی چندین CPU هستند. به طور کلی هر CPU در چنین آرایه ناهمزمانی از پردازنده های ساده دارای نوسانگر مستقل خود است. زمانی که CPU کاری برای انجام دادن آن وجود نداشته باشد، می توان آن نوسان ساز را متوقف کرد.
در برخی موارد، هر CPU به ماژول‌های کوچک‌تری تقسیم می‌شود که هر کدام ساعت مستقل خود را دارند، یا در برخی موارد اصلاً ساعتی ندارند.

## در ادامه
- برنامه نویسی همزمان
- برنامه نویسی ناهمزمان
- کنکور (علوم کامپیوتر)
- سیستم ناهمزمان
- تقاطع دامنه ساعت
- SIGNAL - یک زبان همزمان مبتنی بر جریان داده که ویژگی های چند ساعت و GALS را قادر می سازد

## مراجع
۱- Zhoukun WANG and Omar HAMMAMI. "A 24 Processors System on Chip FPGA Design with Network on Chip".
۲-Kundu, Santanu; Chattopadhyay, Santanu (2014). Network-on-chip: the Next Generation of System-on-Chip Integration (1st ed.). Boca Raton, FL: CRC Press. p. 3. ISBN 9781466565272. OCLC 895661009.

### عمومی
- Heath, Matthew; Harris, Ian. "A Deterministic Globally Asynchronous Locally Synchronous Microprocessor Architecture".
- Dataflow Architectures for GALS